# Kildeholm Orienteringsklub
Kildeholm Orienteringsklub er en dansk orienteringsklub, der hører hjemme i Egedal Kommune. Klubben blev stiftet 8. marts 1975. Klubben er organiseret under Dansk Orienterings-Forbund og Danmarks Idræts Forbund.
Klubben flyttede ind i deres nuværende klublokaler på "Skyhøj" nord for Ølstykke 8.november 1986. , hvor de senere blev naboer til den nyetablerede Sperrestrup Skov 